# Kemloko (Tembarak)
Kemloko is een bestuurslaag in het regentschap Temanggung van de provincie Midden-Java, Indonesië. Kemloko telt 3846 inwoners (volkstelling 2010).